# Dragon Ball: Daimaō fukkatsu
Dragon Ball: Daimaō fukkatsu (ドラゴンボール大魔王復活, Doragon bōru: Daimaō fukkatsu, littéralement « Dragon Ball : La résurrection du roi démon ») est un jeu vidéo de rôle par Bandai sorti sur NES le 12 août 1988 au Japon.

## Trame
On commence à Kame House et Goku découvre que Krilin s'est fait tuer et part immédiatement se venger, il va donc affronter Tambourine mais se fait battre, il se fait sauver par la tortue qui le ramène à Kame House.
Goku et Kame Sennin découvrent sur le cadavre de Krilin l'emblème de Piccolo Daimaō et en effet, ils découvrent à la télévision qu'il est de retour.
Son Goku prend donc la route avec Lunch vers la capitale de l'ouest pour retrouver Bulma pour qu'elle donne des nouvelle de Yamcha et les autres et aussi pour réparer le Dragon Radar détruit par Tambourine
Arrivés à la capitale, ils libèrent Bulma qui s'est fait capturer par Ukelele, Bulma répare le Dragon Radar puis prend la route avec Goku et Lunch vers Kindergarten pour retrouver Yamcha
Ils arrivent à Kindergarten et Ukelele leur tend un piège en se faisant passer  d'Oolong et Puerh, mais Bulma devine la supercherie quand le professeur dit que Oolong vient d'être diplômé, Goku, Bulma et Lunch retrouvent Oolong et Puerh et ils leurs annoncent que Yamcha est au village Jingle, nos héros partent donc vers ce village.
Goku retrouve donc ses amis du village Jingle et le vieil homme lui dit qu'il se passe des choses étranges dans les restes de la Muscle Tower, Goku et ses amis vont donc voire.
À l'intérieur, ils y trouvent Hacchan qui se fait contrôler à distance par un ordinateur, Oolong et Puerh détruisent l'ordinateur, Hacchan revient à la normale et le gang de Pilaf sont là avec leurs robot, Goku les bat et ils fuient avec une capsule d'éjection, Goku récupère Aru Shinchu que le gang de Pilaf avait et libère Yamcha.
Yamcha apprend à nos héros que le Piccolo recherche les Dragon Ball.
Nos héros vont donc reposer Lunch à Kame House puis partir à la recherche des Dragon Ball.
Ils arrivent dans une caverne sous-marine où se trouve un repère pirate, ils y récupèrent une Dragon Ball.
Ils se rendent ensuite chez Baba la voyante pour lui demander où se situent les autres Dragon Ball, elle leur indique le nouveau château de Pilaf où sont situés 4 Dragon Ball, nos héros s'y rendent et les récupèrent.
Ils se rendent ensuite à la tour Karin, là où se situe la dernière Dragon Ball, une fois arrivés là bas, Goku vainc Tsuru Sennin qui a capturé Upa, nos héros rencontrent ensuite Ten Shin Han et Chaozu qui se joignent au groupe, puis pour le remercier, Bora donne à Goku sa Dragon Ball et des bottes d'argent lui permettant d'escalader la tour Karin.
Goku escalade la tour Karin et retrouve le maître Karin qui lui dit d'aller à la région de Kumpei pour rencontrer le seigneur Kompei qui lui indiquera la position du manoir de Piccolo, il précise qu'il faut les 7 Dragon Ball pour rentrer à Kompei et maître Karin donne aussi à Goku le véritable élixir sacré qui lui augmente sa force.
Sur le chemin, le groupe passe par le village Pingouin où ils libèrent la population qui a été capturé par To le carotteur et un groupe d'alien, après que Goku ait battu To le carotteur, les aliens fuient et retournent dans l'espace.
Une fois arrivé à Kompei qui est en réalité une île céleste, Goku rencontre le seigneur Kompei qui teste sa force et le fait entrer dans son château, il lui indique ensuite la position du manoir de Piccolo
Le groupe arrive ensuite au manoir de Piccolo, il bat Drum et libère les âmes des personnes tuées par Piccolo, il retrouve donc Krilin mais cela a pour effet de faire s'écrouler le manoir, le groupe part en suite en direction du château de Piccolo.
Ils arrivent au château de Piccolo, passent par un passage souterrain puis un subalterne de Piccolo lui donne une fiole qui lui fait rendre sa jeunesse, puis Goku affronte Piccolo et finit par gagner en lui transperçant le ventre de son poing et donc sauve le monde.

## Système de jeu
On avance dans l'histoire comme dans un jeu de société où se déroulent des batailles que l'on conduit au moyen de cartes. On se déplace comme sur un jeu de plateau et on rencontre les personnages sur le chemin. Le résultat de chaque combat est déterminé par les cartes qui génèrent des mains de façon totalement aléatoire.